# 1913

## Събития
- 10 януари – Балканската война: Младотурците извършват държавен преврат в Турция и подновяват военните действия в Балканската война.
- 13 март – Балканската война: Българската войска превзема Одринската крепост.
- 10 април – Основан е Професионален футболен клуб „Славия“.
- 11 май – железопътна катастрофа в Бук в днешна Гърция със 150 загинали и 200 ранени.
- 13 май – Открита е сградата на Централната минерална баня в София, построена по проект на архитектите Фридрих Грюнангер и Петко Момчилов.
- 17 май (стар стил) – Балканска война: Подписан е мирен договор в Лондон, с който се слага край на Балканската война.
- 19 май – Подписан е Гръцко-сръбският договор в Солун.
- 14 юни (1 юни стар стил) – Съставено е тридесет и третото правителство на България, начело със Стоян Данев.
- 17 юли (4 юли стар стил) – Съставено е тридесет и четвъртото правителство на България, начело с Васил Радославов.
- 10 август – Подписан Букурещкият договор, който слага край на Междусъюзническата война.
- 8 септември – Основано е писателското сдружениe Съюз на българските писатели.

## Родени
- 1 януари – Седат Алп, турски археолог († 2006 г.)
- 6 януари – Лорета Йънг, американска актриса († 2000 г.)
- 9 януари – Ричард Никсън, американски политик, президент на САЩ (1969 – 1974) († 1994 г.)
- 12 януари – Иларион Доростолски, митрополит на Доростолска епархия на БПЦ († 2009 г.)
- 28 януари – Леон Суружон, български цигулар и педагог († 2007 г.)
- 4 февруари – Роза Паркс, американска общественичка († 2005 г.)
- 20 февруари – Паскал Стружев, български художник († 1987 г.)
- 26 февруари – Херман Ленц, немски писател († 1998 г.)
- 27 февруари – Пол Рикьор, френски философ († 2005 г.)
- 28 февруари – Петко Абаджиев, български художник († 2004 г.)
- 12 март – Стоян Стоянов, български ас летец-изтребител († 1997 г.)
- 12 март – Теобалдо Депетрини, италиански футболист и треньор († 1996 г.)
- 15 март – Иван Димов, български скулптор († 2002 г.)
- 16 март – Димитър Тишин, български писател († 1992 г.)
- 26 март – Пал Ердьош, унгарски математик († 1996 г.)
- 10 април – Щефан Хайм, немски писател († 2001 г.)
- 12 април – Сабах III ал-Салем ал-Сабах, емир на Кувейт († 1977 г.)
- 13 април – Масатоши Накаяма, японски каратист († 1987 г.)
- 23 април – Дочо Шипков, български политик († 2000 г.)
- 16 май – Георге Апостол, румънски политик († 2010 г.)
- 28 май – Тихон Хренников, руски съветски композитор († 2007 г.)
- 6 юли – Живко Ошавков, български социолог († 1982 г.)
- 10 юли – Люба Велич, българо-австрийска певица († 1996 г.)
- 12 юли – Уилис Лам, американски физик, Нобелов лауреат († 2008 г.)
- 14 юли – Джералд Форд, 38-ият американски президент († 2006 г.)
- 9 август – Радой Попиванов, български биолог († 2010 г.)
- 12 август – Александър Котов, руски шахматист († 1981 г.)
- 16 август – Менахем Бегин, израелски политик († 1992 г.)
- 31 август – Георги Павлов, български художник († 1995 г.)
- 4 септември – Кензо Танге, японски архитект, лауреат на Прицкер († 2005 г.)
- 29 септември – Стенли Крамър, американски режисьор и продуцент († 2001 г.)
- 10 октомври – Клод Симон, френски писател, лауреат на Нобелова награда за литература през 1985 г. († 2005 г.)
- 22 ноември – Асен Босев, български детско-юношески писател († 1997 г.)
- 6 декември – Николай Амосов, украински хирург († 2002 г.)
- 11 декември – Жан Маре, френски актьор († 1998 г.)
- 18 декември
  - Алфред Бестър, американски писател († 1987 г.)
  - Вили Бранд, германски политик, лауреат на Нобелова награда за мир през 1971 г. († 1992 г.)

## Починали
- Антон Шипков, български военен и революционер
- Георги Пешков, български революционер
- Динузулу, зулуски цар
- Казимир Ернрот, руски генерал (р. 1833 г.)
- Никола Астарджиев, български революционер (р. 1850 г.)
- Панайот Робев, български революционер
- Рудолф Рети, австрийски актьор
- Христо Телятинов, български духовник и учител
- май – Кръстьо Българията, български революционер
- 24 януари – Стефан Ильев, български военен деец
- 22 февруари
  - Франсиско Мадеро, мексикански политик (р. 1873 г.)
  - Фердинанд дьо Сосюр, швейцарски езиковед (р. 1857 г.)
- 13 март – Ернст Равенщайн, немско-британски географ
- 24 март – Анастасиос Пихеон, гръцки революционер
- 17 април – Ахмед Ниязи бей, османски военен
- 13 май – Марин Поплуканов, български революционер и политик
- 28 май – Джон Лъбок, английски археолог, политик и естественик (р. 1834 г.)
- 18 юни – Христо Батанджиев, български революционер
- 20 юни – Владимир Попанастасов, български поет
- 26 юни – Кочо Мавродиев, български просветен деец
- 9 юли – Васил Чекаларов, български революционер
- 15 юли – Страшимир Кринчев, български писател, литературен и театрален критик
- 29 юли – Тобиас Михаел Карел Асер, холандски политик
- 22 август – Шенка Попова, българска актриса (р. 1866 г.)
- 24 август – Константин Поменов, български политик
- 27 септември – Стоян Поппетров, български революционер
- 30 септември – Рудолф Дизел, немски изобретател
- 10 октомври – Таро Кацура, Министър-председател на Япония
- 13 октомври – Леонид Соболев, руски генерал и политик (р. 1844 г.)
- 14 октомври – Порфирий Бахметиев, руски физик и биолог
- 12 декември – Лора Каравелова, дъщеря на Петко Каравелов, съпруга на Пейо Яворов (р. 1886 г.)

## Нобелови награди
- Физика – Хейке Камерлинг Онес
- Химия – Алфред Вернер
- Физиология или медицина – Шарл Рише
- Литература – Рабиндранат Тагор
- Мир – Анри Лафонтен